# Еленинское сельское поселение
Еле́нинское се́льское поселе́ние — муниципальное образование в Карталинском районе Челябинской области Российской Федерации. В рамках административно-территориального устройства муниципальное образование  соответствует административно-территориальной единице Еленинский сельсовет.

Административный центр — село Еленинка.

## История
Статус и границы сельского поселения установлены Законом Челябинской области от 17 сентября 2004 года № 275-ЗО «О статусе и границах Карталинского муниципального района, городского и сельских поселений в его составе»
В 2011 году Новокаолиновое сельское поселение вошло в состав Еленинского.

## Население
| 2002  | 2010  | 2011  | 2012  | 2013  | 2014  | 2015  |
| ----- | ----- | ----- | ----- | ----- | ----- | ----- |
| 1459  | ↗1505 | ↗1509 | ↗3920 | ↘3910 | ↘3877 | ↘3778 |
| 2016  | 2017  | 2018  | 2019  | 2020  | 2021  | 2023  |
| ↘3756 | ↘3680 | ↘3648 | ↘3591 | ↘3553 | ↗3673 | ↘3621 |

## Состав сельского поселения
| № | Населённый пункт | Тип населённого пункта          | Население |
| - | ---------------- | ------------------------------- | --------- |
| 1 | Джабык           | посёлок железнодорожной станции | ↘757      |
| 2 | Еленинка         | село, административный центр    | ↗994      |
| 3 | Запасное         | посёлок железнодорожной станции | ↘282      |
| 4 | Кизилчилик       | село                            | ↘282      |
| 5 | Михайловка       | деревня                         | ↘229      |
| 6 | Новокаолиновый   | посёлок                         | ↘1373     |
| 7 | Сезонное         | посёлок                         | ↘2        |